# Oregon State Beavers
Az Oregon State Beavers (korábban Oregon Agricultural Aggies) az Oregoni Állami Egyetem sportegyesülete az Amerikai Egyesült Államok Oregon államának Corvallis városában, amely a Pac-12 Conference tagjaként a National Collegiate Athletic Association I-es divíziójában játszik. Hét férfi és kilenc női versenysportcsapatuk van. Kabalájuk a hód (Benny Beaver).
Fő riválisuk az Oregon Ducks; a Civil War mérkőzéssorozat keretében 2023-ban 127-szer játszottak. Jelentős ellenfeleik még a Washington Huskies és a Washington State Cougars.

## Versenysportok
| Férfiak          | Nők         |
| ---------------- | ----------- |
| Amerikai futball | Atlétika    |
| Baseball         | Evezés      |
| Birkózás         | Gimnasztika |
| Evezés           | Golf        |
| Golf             | Kosárlabda  |
| Kosárlabda       | Labdarúgás  |
| Labdarúgás       | Röplabda    |
|                  | Softball    |
|                  | Terepfutás  |

### Férfiak

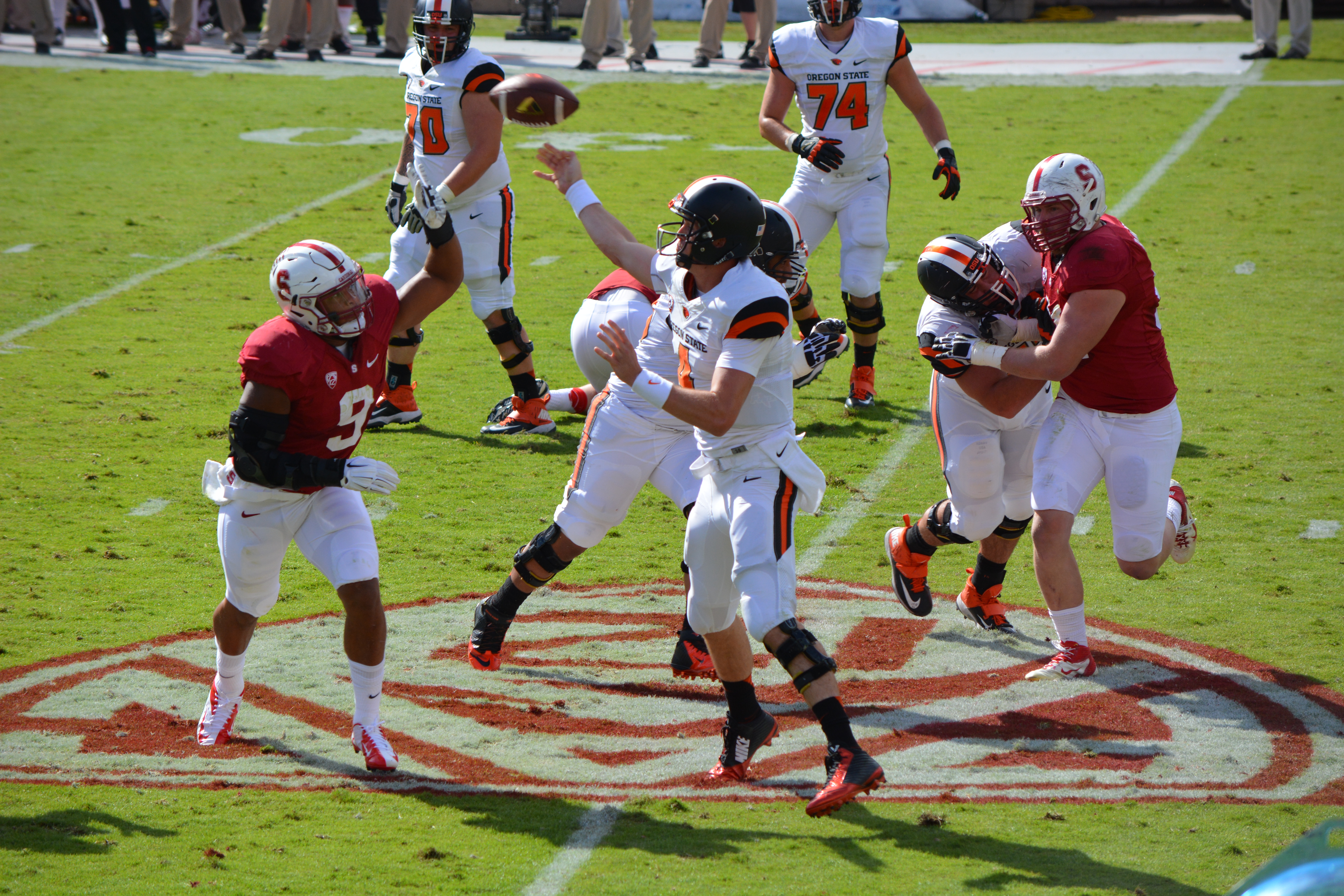
2013-as amerikaifutball-mérkőzés

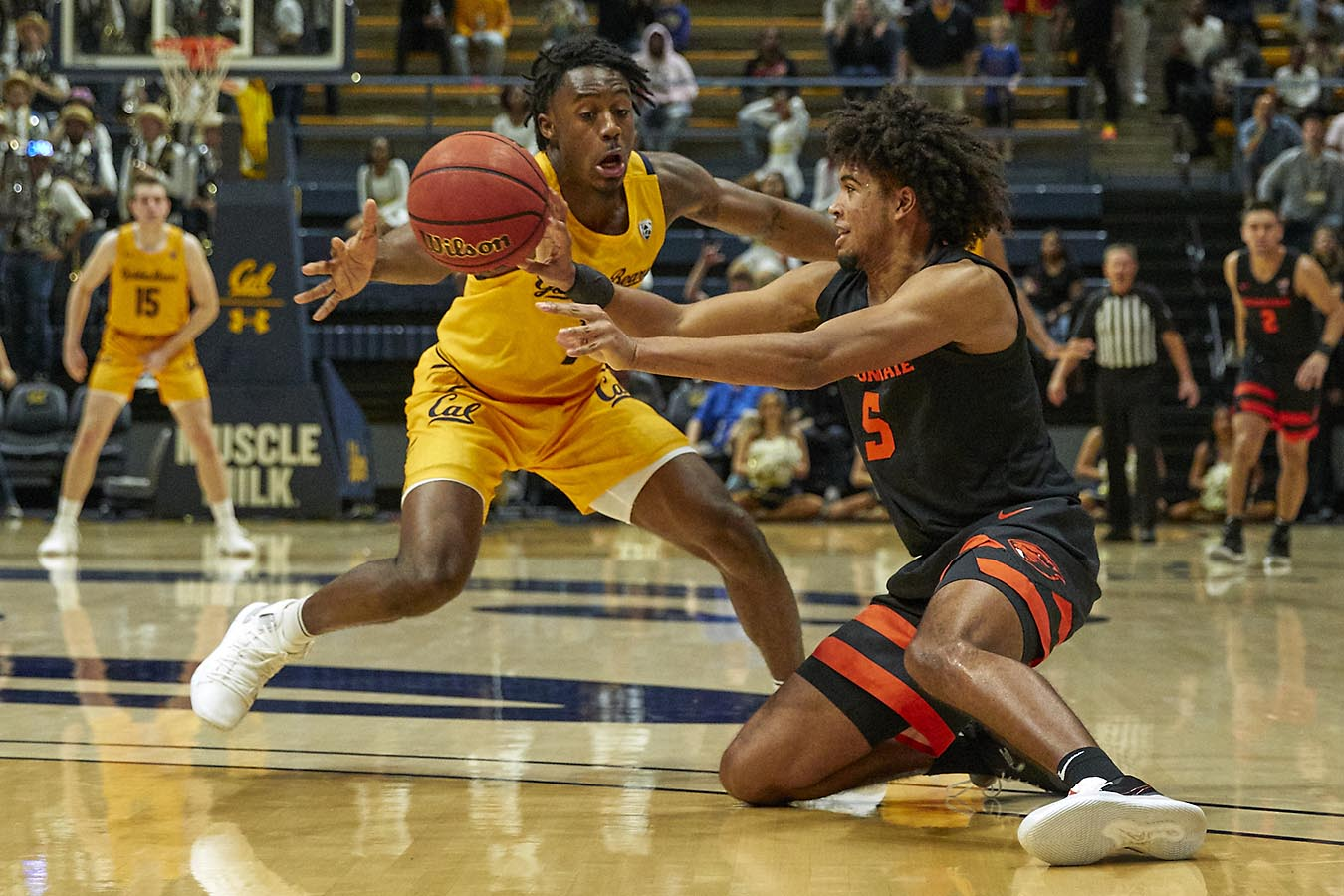
2020-as kosárlabda-mérkőzés

A férfiak 2006-ban, 2007-ben és 2018-ban megnyerték a baseball-, 1961-ben pedig a terepfutó bajnokságot. 1988-ban az atlétika- és terepfutó csapatokat a forráselvonások miatt megszüntették (a női csapatokat 2005-ben újraalapították).

#### Amerikai futball
Az 1893 óta létező csapat több mint száz játékosa lépett tovább az NFL-be. 53-an nyerték el az All-America elismerést, közülük nyolcan konszenzussal (a szavazatok több mint felével) és ketten a voksok száz százalékával. A csapat négy konferencia tagjaként hét konferenciabajnokságot nyert.
Húsz bowlmérkőzésen játszottak; az 1960-as Gotham Bowlon ellenfél hiányában nem tudtak részt venni.

#### Baseball
Az 1907-ben alapított csapat közel száz játékosa lépett tovább a Minor League Baseballba és 45-en az MLB-be. Jelentősebb játékosaik között vannak Jacoby Ellsbury és Steven Kwan. 45-en nyerték el az All-America elismerést, a konferencia tizenhatukat választotta az év játékosának, Adley Rutschman pedig 2019-ben elnyerte a legjobb amatőr játékosnak odaítélt Arany Tüske-díjat.
A csapat huszonhatszor lett konferenciabajnok és hétszer (először 1952-ben, utoljára pedig 2018-ban) vett részt a College World Seriesen. 2006-ban, 2007-ben és 2018-ban megnyerték az NCAA bajnokságát.
Hazai létesítményük a Coleman Sportpálya.

#### Birkózás
Az 1909-ben alapított birkózócsapat 53-szor volt konferenciabajnok, és huszonegyszer az NCAA tíz legjobbja között voltak (1973-ban és 1975-ben másodikak lettek). 12 csapattag lett bajnok és kilencvenen nyerték el az All-America elismerést (Babak Mohammadi és Larry Bielenberg négyszer). 1926-ban az Amateur Athletic Association bajnokai lettek.
A legtöbb csapatgyőzelmet (616) Dale O. Thomas edző alatt érték el. Hét tagjuk vett részt az olimpián, 1924-ben az arany- és ezüstérmet is OSU-hallgató nyerte. Kilencven szezonjukból ötben vesztettek, az NCAA összes győzelem szerinti ranglistáján a harmadik helyen állnak.

#### Evezés
Az egyetem több evezőse is (például Josh Inman, Joey Hansen és Chris Callaghan) az ország legjobbjai között van. 1927. október 13-án a Kaliforniai Egyetem a Beaversnek adományozott kettő csónakot. Első edzőjük a Cornell Egyetemről érkező James C. Othus volt.
2004-ben Fred Honebein edző alatt az Intercollegiate Rowing Association Championshipsen a kilencedik helyezést érték el, tíz éven belül pedig öt egymásutáni évben is az ország tíz legjobbja közé kerültek. 2006–07-ben Steve Todd alatt az Intercollegiate Rowing Association tizennegyedik helyezését érték el.

#### Golf
Az egyetemi golfcsapat hivatalosan 1928-tól létezik; korábban is létezett golfklub, de azt az egyetem nem ismerte el. Első vezetőedzőjük Tony Sottovia profi játékos volt. A nagy gazdasági világválság miatt 1931-ben csak egy mérkőzést, 1932-ben pedig egyet sem játszottak. 1933-tól intézményi támogatás nélkül kezdték újraalakítani a csapatot; 1934-ben edzőjük Ralph Coleman lett.
Az 1949–50-es szezonban a North divízióban az első, a bajnokságon a 18. helyet érték el. 1958–59-ben a konferenciabajnokságon másodikak, az országoson pedig tizenegyedikek lettek. Hárman (Alex Moore, Bob Allard és Scott Masingill) nyertek konferenciabajnoki címet. Játékosaik közül 12 nyerte el az All-America, 2 a Pac-12 év játékosa, 31 pedig az All-Pac-12 elismerést; John Lepaket 1999-ben a Pac-12 év gólyajátékosának választották.
Hazai létesítményük az 1988-ban épült és 2017-ben átalakított Trysting Tree golfpálya.

#### Kosárlabda
A kosárlabdacsapat az 1920-as évektől az 1990-es évek elejéig 12 konferenciabajnokságot nyert és 16 NCAA-bajnokságon vett részt, azonban 1995 és 2015 között számos vereséget szenvedtek, és legközelebb 2016-ban játszhattak bajnokságon. Hatszor a legjobb nyolc, kétszer pedig a legjobb négy közé kerültek. Egykori játékosaik tíz NBA-bajnokságot és négy olimpiai aranyérmet nyertek.
Az Oregon Ducks ellen 2023-ig 362-szer játszottak, melyből 195-öt megnyertek, ezzel az NCAA egy ellenféllel szembeni győzelmi ranglistájának második helyén állnak. A Washington Huskies ellen 310-szer, a Washington State Cougars ellen 308-szor léptek pályára.
75 játékosuk nyerte el az All-Conference és 32 az All-America elismerést, emellett a Pac-10 ötöt az év játékosának választott, negyvenkettőt választottak ki valamelyik NBA-draftban és 24-en játszanak valamelyik NBA-beli csapatban.

#### Labdarúgás
Az 1988-ban alapított csapat otthona az 1500 férőhelyes Paul Lorenz Sportpálya. Nagyobb sikereket a 2000-es évek közepétől érnek el, 2021-ben megnyerték a Pac-12 Conference bajnokságát és nyolcszor vettek részt az NCAA bajnokságán (2023-ban az elődöntőig jutottak). Gloire Amanda 2020-ban elnyerte a Heisman-trófeát. Hét játékosuk kapta meg az All-America elismerést, öten pedig a nemzeti válogatott tagja lettek.

### Nők

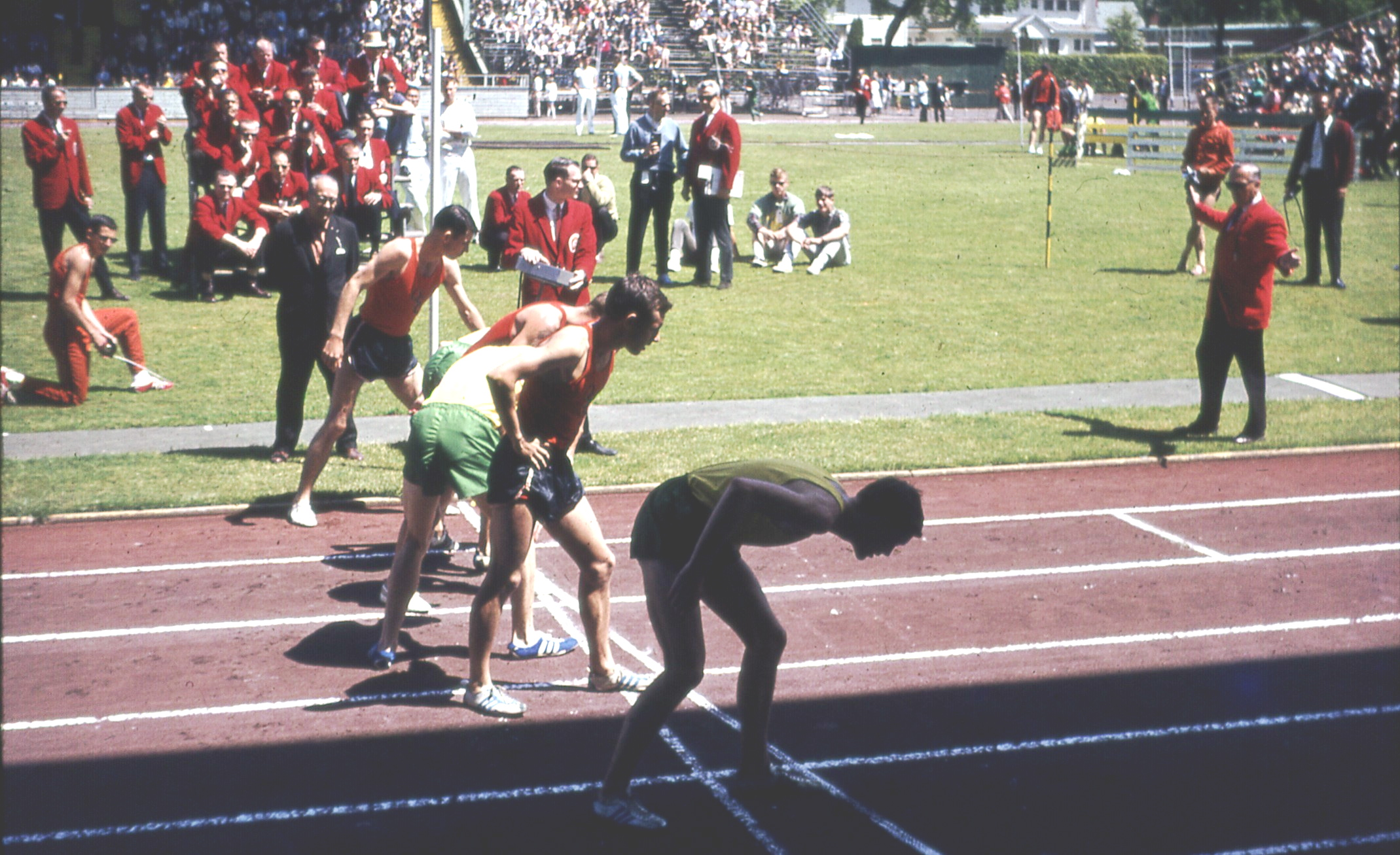
1966-os atlétikaverseny

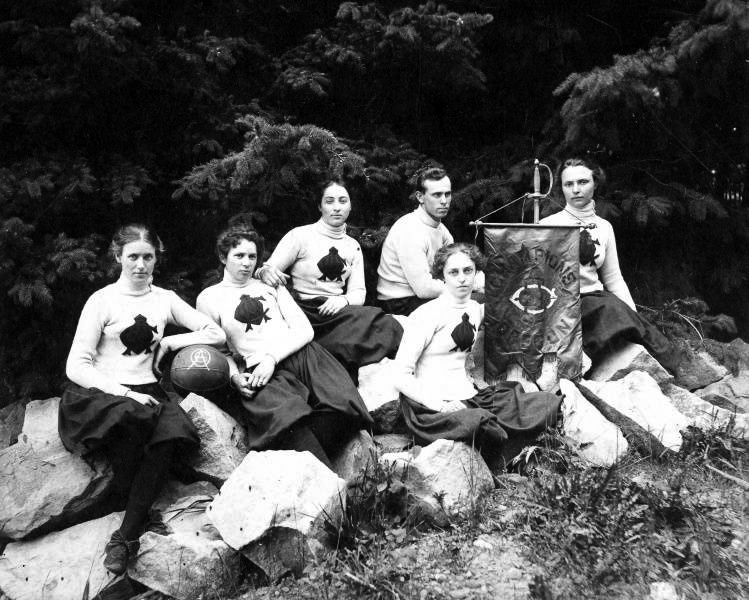
Női kosárlabdázók 1900 körül

#### Atlétika
Az atlétikacsapatokat 1988-ban megszüntették, de 2004-ben bevezették a női távfutást. A csapat a III-as divízióban versenyez. 2006-ban Ashley Younce megnyerte a regionális bajnokságot, Laura Carlyle pedig háromszor nyerte el az All-America elismerést és öt egyetemi rekordot is megdöntött. A csapat 2021-ben az NCAA-bajnokság 16., 2022-ben pedig a 23. helyén végzett. Négy csapattagjuk nyerte el az All-America, hat az All-Conference és kettő az All-Academic elismerést.

#### Gimnasztika
Az OSU gimnasztikacsapatát az ország egyik legjobbjaként tartják számon. 2006-ban a szezon előtti Coaches’ Poll rangsorban a 13. helyre kerültek, valamint megnyerték az NCAA regionális bajnokságát. Talajtorna és gerenda kategóriákban hétszer nyerték meg az állami bajnokságot (köztük Amy Durham 1993-ban).
115 csapattag nyerte el az All-America és 12 az All-Around All-America elismerést (Joy Selig Petersen az előbbit hétszer, Jade Carey és Chari Knight pedig hatszor). Négyen részt vettek az olimpián.

#### Golf
Mary Budke megnyerte az AIAW 1974-es egyetemi bajnokságát. A csapat az 1998–99-es NCAA-bajnokságon 16., míg a 2022–23-ason és a 2023–24-esen 22. lett. Kathleen Takaishi 1998-ban elnyerte az All-America elismerést, emellett nyolcan az All-Conference-et és negyvenen az Academic All-American Scholarst.

#### Kosárlabda
Öt játékost a Pac-12 Conference év játékosának, négyet az év védőjének, hármat pedig az év gólyajátékosának választottak, továbbá 13-an nyerték el az All-America, 14-en az All-Pac-12, 76-an az All-Conference, kilencvenen pedig a Conference All-American elismerést. Négy játékos részt vett az olimpián.
A 2010-es években Scott Rueck edző alatt több konferenciabajnokságot is megnyertek, az NCAA bajnokságán pedig háromszor a legjobb nyolc, egyszer pedig a legjobb négy közé jutottak.

#### Labdarúgás
1994-ben, 2009-ben, 2010-ben és 2011-ben vettek részt az NCAA bajnokságán; 2009-ben a legjobb 16 közé jutottak.
Több mint 240 játékosuk nyerte el az All-America elismerést. Jenna Richardsont 2010-ben a Pac-12 Conference év gólyajátékosának választották.

#### Röplabda
A csapat 2001-ben, 2004-ben, 2014-ben és 2017-ben vett részt az NCAA bajnokságán; 2014-ben a legjobb 16 közé jutottak. Az NCAA előtt 1970-ben, 1977-ben, 1978-ban, 1979-ben és 1980-ban jutottak ki a bajnokságra; 1970-ben a negyeddöntőig, a legjobb nyolc közé jutottak.
Két játékosuk (Rachel Rourke 2009-ben, valamint Mary-Kate Marshall 2014-ben és 2016-ban) nyerte el az All-America elismerést.

#### Softball
A 2005-ös Pac-10 bajnokságot holtversenyben megnyerték, szezonvégi eredményük 43–16 volt. Tizenötször nyerték meg az NCAA-bajnokságát; 2009 és 2017 között minden évben, 2016-ban pedig a Women’s College World Seriesre is kijutottak. A WCWS-en 1977-ben, 1978-ban, 1979-ben, 2006-ban és 2022-ben is részt vettek. A 2006-os ESPN.com/USA Softball Preseason Top 25 rangsorban a 12. helyre kerültek.
2006-ban egymás után 26 játékot megnyertek, ez az I-es divízió 16. leghosszabb és a Beavers leghosszabb győzelmi sorozata. 14 játékosuk nyerte el az All-America, 130 pedig az All-Conference elismerést. 2005-ben csapattagjuk lett a Pac-12 év dobójátékosa.

### Megszűnt csapatok

#### Férfi atlétika
Az 1974-ben alapított csapat volt az ország egyik első csapata, amely metrikus mértékegységeket használt (a pálya hossza 440 yard helyett 400 méter volt).

#### Férfi terepfutás
Az 1961-es bajnoki cím volt a Beavers első NCAA-győzelme, emellett 16 játékosuk egyéni címet nyert. 1988-ban a csapat megszűnt, azóta az amerikaifutball-csapat férfi játékosai a nők között egyéniként versenyeznek. Jordan Bishop magasugrás számban 2010-ben elnyerte az All-America elismerést.

#### Női úszás
A női úszócsapatot az 1973–74-es tanévben alapították, de az egyetemnek már az 1914–15-ös tanévben is voltak női úszói. Először 1919-ben győztek az Oregon Ducks ellen. Az 1973–74-es tanévben megalakult a Női Egyetemi Sport Tanszék, és az úszás versenysporttá vált. A konferenciabajnokságon háromszor másodikak és ötször harmadikak lettek.
2008-ban Saori Haruguchi megdöntötte az NCAA pillangóúszásbeli rekordját. A csapat kilenc tagja nyerte el az All-America elismerést.
1992-től otthonuk a 250 férőhelyes Dixon Rekreációs Központ, majd 2014-től a 860 férőhelyes Osborn Akvapark volt. Mivel az egyetemi uszodák nem feleltek meg az NCAA feltételeinek, a húszmilliós bővítésre pedig nem volt fedezet, a csapatot a 2018–19-es tanévben megszüntették.

### Bajnokságok

#### Egyéni győzelmek

##### NCAA
Férfiak
- Atlétika
  - Lyle Dickey (rúdugrás, 1952)
  - Wayne Moss (magasugrás, 1959)
  - Norm Hoffman (800 méter futás, 1963)
  - Morgan Groth (1500 méter futás, 1963, 1964)
  - Dick Fosbury (magasugrás, 1968, 1969)
  - Jim Barkley (akadályverseny, 1969)
  - Steve DeAutremont (kalapácsvetés, 1969, 1970)
  - Willie Turner (200 méter sprint, 1970)
  - Ed Lipscomb (rúdugrás, 1974)
  - Jim Judd (diszkoszvetés, 1974)
  - Hassan El-Kashief (400 méter sprint, 1979, 1982)
  - Karl Van Calcar (akadályverseny, 1988)
- Birkózás
  - Don Conway (54 kg, 1961)
  - Jess Lewis (nehézsúlyú, 1969, 1970)
  - Roger Weigel (61 kg, 1971)
  - Greg Strobel (86 kg, 1973, 1974)
  - Larry Belenberg (nehézsúlyú, 1975)
  - Dan Hicks (64 kg, 1978, 1979)
  - Howard Harris (nehézsúlyú, 1980)
  - Les Gutches (80 kg, 1995, 1996)

Nők
- Gimnasztika
  - Mary Ayotte-Law (talajtorna, 1982)
  - Heidi Anderson (gerenda, 1984)
  - Joy Selig Petersen (gerenda, 1989, 1990; talajtorna, 1990)
  - Amy Durham (talajtorna, 1993)
- Úszás
  - Saori Haruguchi (200 m pillangó, 2008)

##### Egyéb egyéni győzelmek
Nők
- Mary Budke, golf (AIAW, 1974)
- Laurie Carter, gimnasztika (gerenda, AIAW, 1984)

#### Csapatgyőzelmek

##### NCAA-csapatgyőzelmek
Férfiak
- Baseball (2006, 2007, 2018)
- Terepfutás (1961)

##### Egyéb csapatgyőzelmek
Férfiak
- Birkózás (AAU, 1926)
- Racquetball (2013, 2015, 2019, 2023, 2024)

Nők
- Racquetball (2006, 2009, 2010, 2011, 2012, 2013, 2014, 2017)

Vegyes
- Racquetball (2006, 2008, 2009, 2010, 2011, 2012, 2013, 2014, 2015, 2016, 2017, 2018, 2023, 2024)[32]

## Egyéb sportágak

### Disc golf
A 2011-ben alapított csapat az Oregon Collegiate Disc Golf League-ben versenyez. A 2019. márciusi bajnokságon tizedikek lettek.

### Falmászás
A 2015-ben alapított falmászóklub a Northwest Collegiate Climbing Circuit tagjaként a régió többi intézményével versenyez.

### Lacrosse
A férfiak lacrosse-csapatát 1971-ben, a nőkét 1999-ben alapították.

### Racquetball
A 2001-ben alapított csapat az egyetem egyik legsikeresebbike. 27-szer voltak nemzeti bajnokok, 2008 és 2018 között tizenegy egymás utáni bajnokságot nyertek.

### Rögbi
Az 1961-ben alapított rögbiklub a Northwest Conference-ben játszik, de más egyetemekkel új konferencia alapítását tervezik. A 2010-es évektől több sikert is elértek; 2012-ben veretlenek voltak és kijutottak a bajnokságra.

### Sügérhorgászat
A 2009-ben alapított sügérhorgászklub versenyeket, valamint kéthetente bemutatókat és oktatást tart.

## Beaver Sports Radio Network
Az egyesület mérkőzéseit a Beaver Sports Radio Network csatornáin közvetítik, melynek bemondója 1999 óta Mike Parker. A hálózat a következő adókból áll:
| Középhullám (AM)                                                                  | Középhullám (AM) | Középhullám (AM) |
| Város                                                                             | Hívójel          | Frekvencia (kHz) |
| --------------------------------------------------------------------------------- | ---------------- | ---------------- |
| Astoria*                                                                          | KAST             | 1370             |
| Baker City                                                                        | KBKR             | 1490             |
| Bend                                                                              | KCOE             | 940              |
| Coos Bay                                                                          | KBBR             | 1340             |
| Corvallis**                                                                       | KTHH             | 990              |
| Corvallis                                                                         | KEJO             | 1240             |
| Cottage Grove                                                                     | KNND             | 1400             |
| Dallas (spanyolul)                                                                | KWIP             | 880              |
| Enterprise                                                                        | KWVR             | 1340             |
| Eugene                                                                            | KKNX (HD)        | 840              |
| Eugene                                                                            | KEED             | 1540             |
| Florence                                                                          | KCFM             | 1250             |
| Hermiston                                                                         | KOHU             | 1360             |
| Klamath Falls                                                                     | KLAD             | 960              |
| La Grande*                                                                        | KLBM             | 1450             |
| Medford                                                                           | KCNX             | 880              |
| Newport                                                                           | KNPT             | 1310             |
| Ontario                                                                           | KBXN             | 1380             |
| Pendleton*                                                                        | KTIX             | 1240             |
| Pendleton^                                                                        | KUMA             | 1290             |
| Portland                                                                          | KPOJ             | 620              |
| Portland                                                                          | KPAM             | 860              |
| Portland                                                                          | KEX              | 1190             |
| Portland                                                                          | KKOV             | 1550             |
| Prineville                                                                        | KRCO             | 690              |
| Roseburg                                                                          | KSKR             | 1490             |
| Salem                                                                             | KBZY             | 1490             |
| The Dalles                                                                        | KODL             | 1440             |
| Tillamook*                                                                        | KTIL             | 1590             |
| Waldport                                                                          | KWDP             | 820              |
| Ultrarövidhullám (FM)                                                             |                  |                  |
| Város                                                                             | Hívójel          | Frekvencia (MHz) |
| Burns                                                                             | KZHC             | 92,7             |
| Enterprise                                                                        | KWVR             | 92,1             |
| Florence                                                                          | KCFM             | 103,1/104,1      |
| Grants Pass                                                                       | KAKT             | 104,7            |
| Lakeview*                                                                         | KORV             | 93,5             |
| Tillamook                                                                         | KTIL             | 95,9             |
| Egyéb                                                                             |                  |                  |
| Elérhetőség                                                                       | Hálózat          | Tulajdonos       |
| Országos                                                                          | Műholdas         | Sirius XM        |
| Világszerte                                                                       | Internetes       | CBS Interactive  |
| Jelmagyarázat: * Csak amerikai futball ** Csak női kosárlabda \| ^ Csak talk-show |                  |                  |

## Fordítás
- Ez a szócikk részben vagy egészben  az   Oregon State Beavers című angol Wikipédia-szócikk ezen változatának fordításán alapul.  Az eredeti cikk szerkesztőit annak laptörténete sorolja fel. Ez a jelzés csupán a megfogalmazás eredetét és a szerzői jogokat jelzi, nem szolgál a cikkben szereplő információk forrásmegjelöléseként.